# Torquigener
Torquigener là một chi cá trong họ Tetraodontidae.

## Các loài
Hiện tại có 20 loài được ghi nhận:
- Torquigener altipinnis (J. D. Ogilby, 1891)
- Torquigener andersonae Hardy, 1983
- Torquigener balteus Hardy, 1989
- Torquigener brevipinnis (Regan, 1903)
- Torquigener flavimaculosus Hardy & J. E. Randall, 1983
- Torquigener florealis (Cope, 1871)
- Torquigener gloerfelti Hardy, 1984
- Torquigener hicksi Hardy, 1983
- Torquigener hypselogeneion (Bleeker, 1852)
- Torquigener marleyi (Fowler, 1929)
- Torquigener pallimaculatus Hardy, 1983
- Torquigener parcuspinus Hardy, 1983
- Torquigener paxtoni Hardy, 1983
- Torquigener perlevis (J. D. Ogilby, 1908)
- Torquigener pleurogramma (Regan, 1903)
- Torquigener randalli Hardy, 1983
- Torquigener squamicauda (J. D. Ogilby, 1910)
- Torquigener tuberculiferus (J. D. Ogilby, 1912)
- Torquigener vicinus Whitley, 1930
- Torquigener whitleyi (Paradice, 1927)